# Armous-et-Cau
Armous-et-Cau település Franciaországban, Gers megyében. Lakosainak száma 95 fő (2022. január 1.). Armous-et-Cau Gazax-et-Baccarisse, Bassoues, Courties, Louslitges, Mascaras, Scieurac-et-Flourès és Tourdun községekkel határos.

## Népesség
A település népességének változása:
| Lakosok száma | 117  | 81   | 82   | 96   | 95   | 86   | 86   | 90   | 92   | 95   |
|               | 1968 | 1982 | 1990 | 2006 | 2013 | 2015 | 2017 | 2019 | 2020 | 2022 |